# Sami Bouajila
Sami Bouajila (Grenoble, 12 maio de 1966) é um ator franco-tunisino.

## Biografia
O seu pai emigrou da Tunísia para a França em 1956, e trabalhou como pintor de construção, uma habilidade profissionalmente reconhecida que requer conhecimento técnico concreto. O seu avô foi um berbere nascido em Trípoli, na Líbia, que imigrou para a Tunísia. Sami nasceu e cresceu em Échirolles, um subúrbio do sul de Grenoble. Estudou teatro.

## Filmografia
- 1991: La Thune como Kamel
- 1993: Les Histoires d'amour finissent mal... em général como Slim Touati
- 1993: L'Avocat (A Hora do Porco) como Mahmoud
- 1994: Les Silêncios du palais (Samt o qusur) como Lofti
- 1995: Adeus como Ismaël
- 1996: Anna Oz como Marc
- 1997: Artemisia como o assistente de Tassi
- 1997: Le Déménagement como Jean
- 1997: Né quelque part como Driss Bourafia
- 1998: O Assédio como Samir Nazhde
- 1998: Une voix es o (TV)
- 1999: Inséparables como Boris
- 1999: La Peur du vide
- 1999: Nos vies heureuses como Ali
- 2000: Douce France
- 2000: Drôle de Félix de Jacques Martineau e Olivier Ducastel como Félix
- 2000: Faites comme se je n''étais pas là como Tom
- 2000: La Faute à Voltaire como Jallel
- 2000: Nouvelle de la tour de L como o revendedor
- 2001: Cambio moi ma vie como Fidel
- 2001: Combate de femme – Livre à tout prix (TV) como o supervisor
- 2001: La Répétition como Nicolas
- 2002: Embrassez qui vous voudrez como Kévin
- 2002: Nid de guêpes (O Ninho) como Selim
- 2002: Vivre me tue como Pablo Smaïl
- 2003: La Légende de Parva como Agni (voz)
- 2003: Léo, em jouant "Dans la compagnie des hommes" como Léonard
- 2003: Pas si grave como Charlie
- 2005: Avant l'oubli como Augustin Hamburguesa
- 2005: Zaïna, cavalière de l'Atlas como Mustapha
- 2006: Indigènes (Dias de Glória) como AbdelKader
- 2006: Le Concile de pierre como Lucas
- 2007: 24 mesures como Chris
- 2007: Le Dernier ligas como Casa
- 2007: Les Témoins (As Testemunhas) como Mehdi
- 2009: Le Premier Cercle como Saunier
- 2010: De vrais mensonges como Jean
- 2010: Fora da Lei
- 2011: Omar Matou-me[1]
- 2014: Divin Enfant
- 2015: Braqueurs
- 2016: Pattaya como o pai de Krimo
- 2017: La mécanique de l'ombre

## Prémios
- 2008: Prémio César Melhor Actor de apoio pela sua função em Les Témoins de André Téchiné.[2][3]
- 2006: "Melhor Interpretação Masculina" no Festival de cinema Cannes 2006 por Indigènes de Rachid Bouchareb[4]
- 2000: "Melhor Actor jovem" no Festival du filme romantique de Cabourg por Drôle de Félix.